# Richard Foreman
Richard Foreman, född Edward L Friedman den 10 juni 1937 i New York, död 4 januari 2025 i New York, var en amerikansk teaterregissör och dramatiker som också ofta gjorde scenografin till sina uppsättningar.

## Biografi
Richard Foreman tog en Bachelor of Arts på Brown University i Providence i Rhode Island 1959 och en Master of Fine Arts i dramatiskt skrivande på Yale School of Drama vid Yale University 1962. Under tiden på Brown University ägnade han sig åt studentteater. 1968 grundade han den fria teatergruppen Ontological-Hysteric Theater i SoHo som blev en av de ledande off-Broadway-teatrarna. Vid sidan av Robert Wilson och Julian Beck är han den främste ledargestalten för amerikansk avantgarde-teater. Han har beskrivit sin estetik som totalteater och med sina disassosiativa dialoger och simultana händelseförlopp utan linjärt berättande strävar han efter disorientering i opposition mot aristotelisk katarsis (rening). De distanseringseffekter han uppnår skiljer sig från Bertolt Brechts. Spelstilen är oftast fysisk och scenografin gärna kaotisk. Han har regisserat över femtio egna pjäser på Ontological-Hysteric Theater men har även regisserat klassiker och samtidsdramatik på bland annat Lincoln Center for the Performing Arts, Public Theater, Shakespeare in the Park och Brooklyn Academy of Music, alla i New York samt på Guthrie Theater i Minneapolis. 1979-1985 etablerade sig en gren av Ontological-Hysteric Theater i Paris och Richard Foreman har även regisserat opera på L'Opéra Garnier i Paris och Opera de Lille. Ontological-Hysteric Theater har gästat flera festivaler, däribland Wiener Festwochen, Festival d'Autumn i Paris och Venedigbiennalen. Bland utmärkelser han tilldelats kan nämnas hela åtta Obie Awards samt Lifetime Achievement av National Endowment for the Arts.